# Zandes

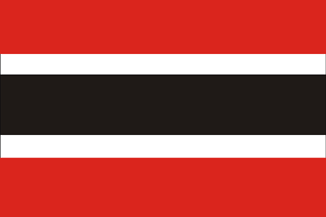
Bandera dels zandes

Els zandes o azande són una ètnia del Sudan del Sud, del Sudan, de la República Democràtica del Congo i de la República centreafricana, composta de més d'un milió de membres, coneguts també sota el malnom de 'nyam-nyam'.
Quan van perdre la seva independència, estaven dividits en 15 regnes dirigits per sis dinasties avongares, del clan avoronga. El més conegut era el governat per Gbudwe, que va subsistir fins al 1905, quan fou conquerit pels britànics. El seu fill Gangura encara fou reconegut com a sobirà del país, però ja com un cap sense poder.
El regne tenia uns cent mil habitants i 36 províncies regides per familiars del rei (el rei tenia una província pròpia).
A principis del segle xviii, el clan zande dels avoronga va establir alguns regnes a la regió centreafricana; dels avoronga descendeixen molts dels actuals zandes.